# 短枝擬平蘚
短枝擬平蘚（学名：Neckeropsis nitidula）为平蘚科擬平蘚屬下的一个种。

## 扩展阅读
- 維基物種上的相關：短枝擬平蘚